# Baía da Ilha Grande

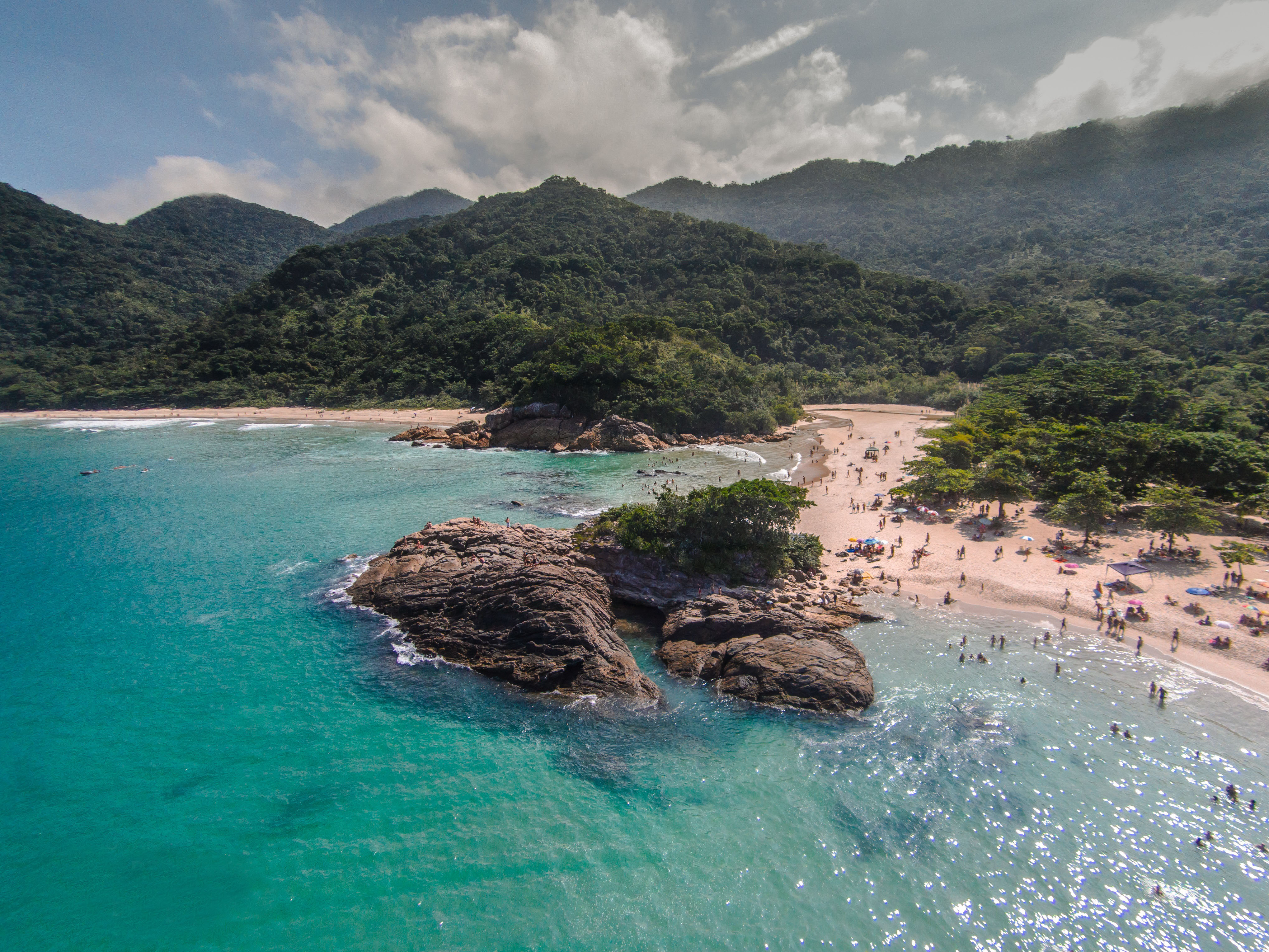
Vista aérea da baía da Ilha Grande

A baía da Ilha Grande é uma baía do litoral brasileiro, no oeste do estado do Rio de Janeiro. Em seu interior, se localizam as cidades de Parati e Angra dos Reis. Em frente à baía, situa-se a Ilha Grande, que lhe dá o nome.
No século XVIII, por integrar a rota do transporte de ouro e pedras preciosas até a cidade do Rio de Janeiro, foi um refúgio de piratas. No século XIX, foi importante no escoamento da produção de café do Vale do Paraíba fluminense. Atualmente, a região é um grande centro de turismo e lazer, com várias opções de mergulho, caminhadas e passeios de barco.